# UFC Fight Night: Anderson vs. Błachowicz 2
UFC Fight Night: Anderson vs. Błachowicz 2 (también conocido como UFC on ESPN+ 25 o UFC Fight Night 167) fue un evento de artes marciales mixtas producido por Ultimate Fighting Championship que se llevó a cabo el 15 de febrero de 2020 en el Santa Ana Star Center de Río Rancho, Nuevo México.

## Historia
El evento fue el primero que la promoción organizó en Rio Rancho, después de disputar previamente UFC Fight Night: Henderson vs. Khabilov en la cercana Albuquerque en junio de 2014. Zuffa organizó previamente un evento de World Extreme Cagefighting, WEC 32, en el lugar en 2008.
Una revancha de peso semipesado entre el ganador de peso semipesado de The Ultimate Fighter: Team Edgar vs. Team Penn, Corey Anderson y el excampeón de peso semipesado de KSW, Jan Błachowicz, fue el combate estelar del evento en una posible eliminatoria por el título. Ambos se enfrentaron previamente en septiembre de 2015 en UFC 191, con Anderson ganando el encuentro por decisión unánime.
Ramazan Emeev estaba programado para enfrentar a Tim Means en el evento. Sin embargo, Emeev fue retirado de la pelea a finales de enero por razones no reveladas y fue reemplazado por Daniel Rodríguez, que debutaba en la promoción.
Una pelea de peso semipesado entre Gadzhimurad Antigulov y Devin Clark estaba programada para el evento. Sin embargo, Antigulov fue retirado debido a una razón no revelada y reemplazado por Dequan Townsend.
Un combate de peso gallo femenino entre la excampeona de peso mosca femenino de UFC Nicco Montaño y Macy Chiasson estaba programado para el evento. Sin embargo, en la semana de la pelea, Montaño se vio obligada a retirarse debido a una lesión y fue reemplazada por Shanna Young, que debutaba en la promoción.
En los pesajes, el exretador al Campeonato de Peso Mosca de UFC, Ray Borg, no pudo dar el peso, llegando con 128 libras, dos libras por encima del límite de peso mosca (126 lbs). Fue multado con el 30% de su pago, que fue para su rival, Rogério Bontorin y la pelea se llevó a cabo en un peso acordado.